# 张煜全

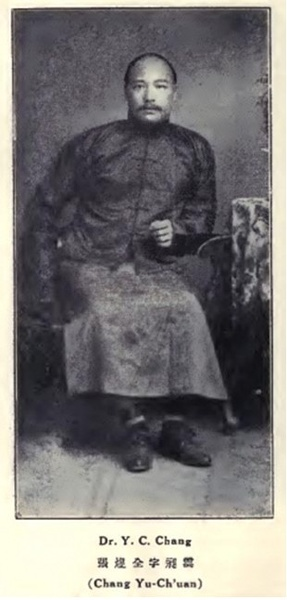

張煜全（1879年—1953年），字昶雲，廣東南海人，就读过天津北洋大学堂、东京帝国大学、美国加州大学，拥有耶鲁大学法学学士和硕士学位，在1918年7月至1920年1月期间出任清华学校校长，北洋政府外交部参事，北平图书馆馆长等职。

## 生平

1901-1902年 张煜全 (前排中) 和 王宠惠 （后排右一）以及其他六位清朝公费留学生陈锦涛、王宠佑、胡栋朝、陆耀庭、严锦荣、吴烓灵 在加州大学，（Berkeley, 伯克利）

1902-1905 年 张煜全在耶鲁大学

张煜全，摄于1905年

张煜全曾在福州英华书院、香港皇仁书院、天津北洋大学堂就读。1898年9月，北洋大学堂创始人盛宣怀令该学堂从学生中各挑选数人赴日本留学。1899年春，北洋大学堂将头等学堂（相当于今天的大学本科）「工程生」黎科、与「律例生」张煜全、王建祖以及二等学堂（相当于大学预科）学生张奎、金邦平、周祖培派往日本东京帝国大学留学。 张煜全在日本期间和孙中山、梁启超相识。根据档案资料，日本政府当时秘密监视梁启超，并记录了他们俩在1900年8月17日见面的时间和地点，及第二天乘船从长崎回上海的行程。 1900年8月，梁启超去香港时派张煜全去请清末革命家陈少白去酒店和梁会面，两人商谈了合作事宜。  光绪二十七年（1901年8月）张煜全官费到美国留学，在加州大学法律科就读一年后，1902年2月，张煜全、严锦荣、薛颂瀛、王宠惠4名学生，联名写了封信给盛宣怀，要求转学到美国东部。信中提到「生等游学是邦，以商律、商务为专科，卜忌利（Berkeley）大学堂创办伊始，学科多未完备，与美国东方各省所设诸学堂其程度相去甚远。... 生等公顷在学堂中文中提出二十条理由已居毕业之列，学堂所教授之书，类多在北洋大学堂时经已习闻，欲求新学，实无几矣，…」。 这封信的原件现存于上海图书馆所藏盛宣怀档案之中。 盛宣怀随后批准这些学生转学到东部。张煜全于1902年转入耶鲁大学法律科就读。1902年，美国的《排华法案（Chinese Exclusion Act）》 由十年的法案变成永久法案；1904年美国政府要求中国政府继续延长1880年签订的限制华工的《北京条约》，得到在美华人的强烈反对。 当年一美国人在纽约英文报刊登题为“禁逐华人之原理”的文章，提出二十条理由，主张禁止华人入境。 张煜全将该文译出后登在旧金山华文报纸《文兴报》上。梁启超之后将此文大致整理，并加上按语作为《美国华工禁约记》（1904）第四章，“美人排斥华人之论据”， 引起很大影响。  张煜全于1903年和1904年从耶鲁大学分别获法学学士和以优异的成绩（with honor ）获法学硕士。 他的硕士论文题目为，“International Law: China's Position in International Law”（国际法：中国在国际法中的地位），现收藏于耶鲁大学图书馆。 张煜全和他的同学王宠惠是最早的两位从耶鲁获得法学硕士的中国学生。 此后，他们在耶鲁大学继续攻读博士学位。根据美国国家档案纪录，1905年6月左右张煜全曾经去德国夏洛滕堡(Charlottenburg, 现柏林的一部分）学习 ，后应招从德乘船在1905年11月2日再次入境美国加入清朝五大臣考察宪政代表团成为随员，随团访问欧洲多国后回国。
光绪三十二年九月（1906年10月），清廷举办了第二次回国游学毕业生考试，共32人及第，其中最优等9名：陈锦涛、颜惠庆、谢天保、颜德庆、施肇基、李方、徐景文、张煜全、胡栋朝给予进士出身，张煜全被授予法政科进士，翰林院庶吉士， 时称「洋翰林」。 光绪三十二年九月(1906年10月29日)光绪召见游学毕业生，随予陈锦涛、施肇基、李方、张煜全法政科进士；予颜惠庆译学进士。 张同年赴山东、山西、直隶、河南各省视学，三十三年（1907年）担任驻日公使馆二等秘书。 宣统二年（1910年）担任北京铁路管理传习所（北京交通大学的前身）所长。
中华民国成立后，民国元年（1911年）张煜全任北洋政府大总统府秘书，外交部参事，二年（1912年）出任江苏安徽两省交涉使，五年（1916年）出任外交部秘书。   1915 年12 月5 日，中国社会政治学会（The Chinese Political Science Association）成立，学会的会长为陸徵祥（时任外交），第一副会长为芮恩施，第二副会长为曹汝霖（时任外交次长），秘书为伍朝樞，财务为章宗元，理事为严鹤龄、张煜全、林行规、王景春、周诒春、吴乃琛、胡詒穀、麻克类（J. W. R. Macleay）、韦罗璧（W. W. Willoughby）等九人。 学会建立后，决定创办了英文的The Chinese Social and Political Science Review，1916‒1941，《中国社会及政治学报》，主要是向国外介绍有关中国的信息和学术发展。首任主编严鹤龄（第1卷第1期至第5卷第3期），后任主编有张煜全（第5卷第4期至第6卷第2期）、刁敏谦（第7卷第1期至第14卷第4期）、蒋廷黻（第15卷第1期至第18卷第4期）、萧公权（第19卷第1期至第21卷第4）、张煜全（第22卷第1期至第24卷第4期）。稿件的范围以法学、政治学、经济学、社会学为主。 这段时间张煜全发表了许多英文文章介绍当时中国的外交部和法律系统。     张煜全还与雷孝敏于1917年和1918年间编了《平时国际公法》和《战时国际公法》两本专著。至今还有许多海内外学者和研究人员在引用这些文章和专著。
清政府于1909年6月用美国退还的部分庚子赔款在北京设立一所留美预备学校，游美学务处，隶属于外交部。张煜全曾担任清华学堂第一届董事会董事。1912年民国成立后，学堂改名为清华学校。 1918年，他被任命为该校校长。其间，他注重学生道德训练，继续推动清华学校改办大学，改善教务工作以提高效率，重视体育，并关心留美学生生活和回国就业安置。五四运动期间，默许甚至一定程度上支持学生的爱国运动，但终因不能适应五四运动后剧变的学生心理，反对学生成立学生会从而引发学潮，他1920年1月28日提出辞职。外交部为尽快平息此次风潮，曾预备批准张煜全辞职并同时开除几个带头学生，张表示反对开除学生，1月30日张的辞职获批准。
离开清华后，张煜全转任国务院调查局长，出任1921年华盛顿会议中国代表团技术顾问，带先遣队六十五人于当年十月上旬乘船经日本去美。途中，张煜全和陈廷甲少将在檀香山见美国媒体发表了谈话，报纸登出文章称张认为“中国坚持日本须将山东完全交还，将二十一条要求无条件取消”，“日本一日不出山东，即世界一日不得平安”，“陈少将声称北京政府欲联美以自救，又云英、法已得意、比两国之赞助，觊觎掠取中国土地”。当时北洋政府总理靳云鹏认为这些言论 “肆意放言，实于大局有碍”，于1921年11月25日发电给外交总长颜惠庆要求召回二人。 12月5日和15日，张两次电报外交部，称旧病复发，希望召回，同时还有其他许多代表团成员因意见不合，纷纷辞职。 靳云鹏第三次内阁于1921年12月24日解散。
此后，张煜全多次参与各国谈判。 一九二四年他担任中俄会议顾问，先后获得不少勋章。
1932年1月28月上海发生一二八事变，张煜全1月31号晚通过外交部北平档案保管处处长王承传从北京给南京外交部发电建议：「沉船捕截敌舰。」 隔日，外交部次长回电：“沪事乃自卫，并未宣战。”沉船堵截军舰的建议，当备日后参考。
1932年3月参与接待国际联盟李顿调查团，随顾维钧，萧成章三人负责接待英国代表。 该调查团由国际联盟派遣、英国人李顿爵士（The Earl of Lytton）任团长，包括30名多国代表和随员，去中国东北实地调查九一八事变。1932年9月4号结束调查并在北平签署了报告书。 1933年2月24日，国联大会通过该报告书，日本拒不接受，并于3月27日正式退出国际联盟。
张昶云也曾在盐务学校、国立北平大学法学院、北平大学预科英文讲师、北平师范大学外国文学系任讲师。1935年他任燕京大学教授及伦敦中国艺术国际展览会筹备委员会专门委员会顾问，为伦敦中国艺展写展览英文目录。 这次展览是中国艺术品第一次由官方组织走出国门去西方的展览。从1935年11月28日开幕，到3月7日结束，故宫博物院史无前例地在伦敦中国艺展上展出1000多件藏品。这是一次前无古人后无来者、史诗级的展览，取得了空前的成功，全世界超过240个博物馆、机构、学者、藏家和古董商参与，观众达四十余万。
张煜全在1939年至1940年间用英文分段发表了一篇关于王守仁的271页的长文，详细叙述王阳明作为一位政治管理官员、军事上的指挥和作为一位教育者是如何运用他的思想的。张煜全也翻译了王阳明关于边防和推行乡约的奏折。该文章至今仍被许多学者引用。
1940年5月4日张煜全被任命为汪精卫国民政府华北政务委员会法制局代理局长，1940年6月18日派任华北政务委员会审查资历委员会委员，9月30日派任主席委员。
1943年1月6日，由汪精卫国民政府秘令在行政院内组织接收租界及撤废治外法权委员会。11日复下令将该委员会一分为二。接收租界委员会以外交部长褚民谊为主任委员，李圣五、吴颂皋、吴凯声、湯良禮、周隆庠、张超、王仲豪为委员；撤废治外法权委员会由司法行政部长罗君强为委员，乔万选、吴颂皋、张煜全、裴复恒、周隆庠、徐维震、王敏中为委员。 张煜全1944年在《中国学报》上发表了“提审法制”，介绍当时国内该法的沿革和内容。
1945年3月13日，华北政务委员会任命张煜全为「国立北京图书馆」馆长。
他1946年退休移居上海，1953年因病于沪去世。
张煜全后代在2017年把他的耶鲁大学大学本科和硕士文凭原件捐给清华大学档案馆。 捐赠仪式之后清华大学档案馆范宝龙馆长还陪同张煜全后代拜访了张煜全妻子关慧贞的侄儿中国工程院院士建筑教授关肇邺先生。关先生是梁思成、林徽因的弟子，设计了许多清华、北大校园内的和各大城市中的著名建筑。他向访者介绍了籍貫同在广东省南海县吉利乡桥东村（今佛山市禅城区南庄镇吉利桥东村）两个家族的历史渊源。  张煜全與其关赓麟、從叔关葆麟三人都曾随戴鸿慈等清廷五大臣出使九国考察宪政。

## 家庭

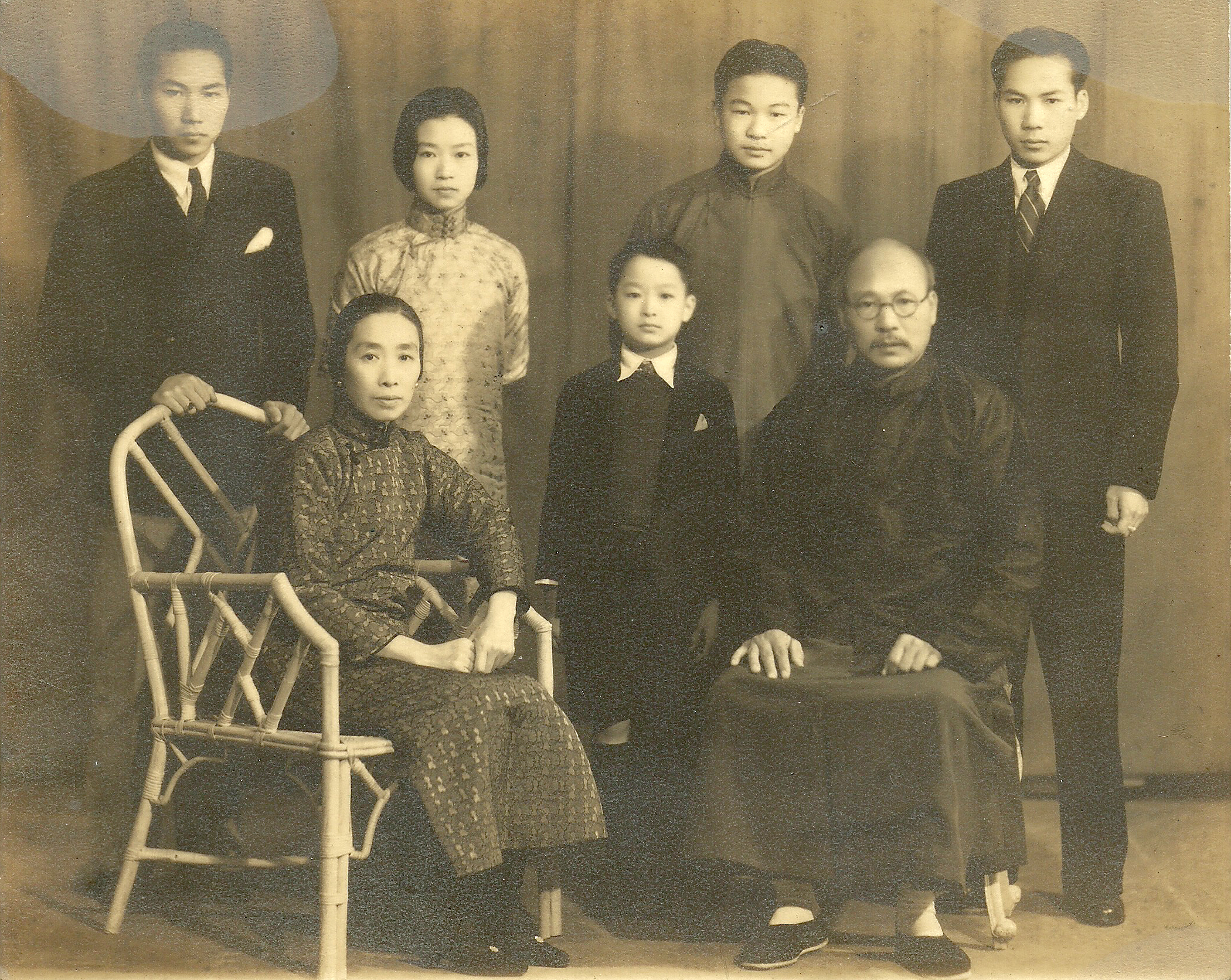
张煜全的全家福，摄于1935年左右。前排左：妻关慧贞(关瑶楣），中：七子张汝煐，右：张煜全。后排左一右一为次子、三子，分别为张汝经和张汝伦（双胞胎）。后排左二：四女张翠雯。后排右二：六子张汝澄。长子张汝良当时正在美留学，未出现在照片里。

父张锦，出生于1850年3月12日，1876年12月1日加入海关，担任候补文员。 他先后两次在广州任职共七年，在汕头任职七年，在福州任职六年多，在汉口任职近六年，在上海任职四年。1906年8月31日，他被分遣到税务处，并一直留在那里直至 1920年6月30日辞职。1911年，张锦先生被选中派往加尔各答监查印度鸦片销售。张锦曾经获得三级嘉禾勋章、二级大瑶带勋章、二级嘉禾勋章。
妻关慧贞（关瑶楣），父亲关蔚宸；伯父关蔚煌是光绪二年举人。
二人共育有七个子女：长子张汝良，美国卡尔顿学院（Carleton College）英文硕士，北京对外经济贸易大学英语教授；次子、三子张汝经、张汝伦 （双胞胎，生于1913年），四女张翠雯，五女幼年早逝，六子张汝澄，1918年生于北京，1940年从中央航空学校第十期驱逐组毕业后，加入中华民国空军第四大队。时任中尉三级飞行员的张汝澄于1942年11月24日抗日战争中在成都驾机练习高空飞行中因战机故障坠落牺牲，被授予中华民国抗日航空烈士，年仅二十四岁；七子张汝煐1925年生于北京，1948年从上海交大机械系和航空系双学士毕业，曾经是民航飞行员、高级工程师、中国航模运动的先驱之一、开创中国滑翔机设计和制造的专家。